# Ninurtanadinxumi
Ninurtanadinxumi o Ninurta-nādin-šumi va ser rei de Babilònia, el tercer de la Segona dinastia d'Isin, IV dinastia de Babilònia. Va regnar aproximadament de l'any 1132 aC al 1126 aC i va ser contemporani del rei d'Assíria Aixurreixixi I.
Va ser successor d'Ittimardukbalatu amb el que no se sap quina relació de parentiu tenia. Va tenir un regnat curt d'uns sis o set anys i el va succeir Nabukudirriusur I (Nabucodonosor I o Nabuixadrezzar I).
Durant el seu regnat es van reproduir les lluites a Arbela.